# Laurent Fabius
Laurent Fabius (født 20. august 1946 i Paris). Fransk socialistisk politiker. Frankrigs premierminister 1984-1986. I perioden 2000-2002 var han finansminister i Lionel Jospins regering. Fabius var valgt til Europaparlamentet 1989-1992. I 2012 blev han udenrigsminister, og huskes især for at lede de svære forhandlinger, der førte til Parisaftalen i 2015.
Fabius er uddannet fra Institut d'Études Politique de Paris og École Nationale d'Administration (1971-1973).
Efter endt uddannelse sluttede Fabius sig til holdet omkring François Mitterrand, som han arbejdede tæt sammen med de kommende år. Han blev i 1984 – i en alder af blot 37 år – Frankrigs hidtil yngste premierminister. Han betegnes almindeligvis som socialliberal i modsætning til forgængeren Pierre Mauroy, der anses for at være mere traditionel socialist.
I 2005 anbefalede Laurent Fabius de franske vælgere at stemme "Non" til EU's Forfatningstraktat. Mange iagttagere har antydet, at der var tale om en strategisk manøvre for at køre sig selv i stilling til præsidentvalget i 2007, snarere end et udtryk for hans egentlige politiske opfattelse.
Han trak i slutningen af 2006, som en af de sidste, sit præsidentkandidatur tilbage, da alle opinionsmålinger pegede på Ségolène Royal som den socialist, der ville have de bedste sejrschancer ved præsidentvalget i april og maj 2007.
Laurent Fabius var udenrigsminister under Præsident François Hollande i perioden 2012-2016. Han var derfor formand for COP21, og navigerede sig succesfuldt igennem de 11 dage lange klimaforhandlinger i Paris, og afsluttede de komplicerede drøftelser med de nu berømte ord: 'Accepté!', hvorefter klodens lande indgik en fælles aftale mod klimaforandringerne, der senere blev kendt som Parisaftalen. 195 lande underskrev aftalen, som pr november 2017 er ratificeret af 171 lande. Aftalen forpligter landene til at modvirke den globale opvarmning ved at holde den globale temperaturstigning under 2° C i forhold til det førindustrielle niveau, og stræber mod en temperaturstigning på kun 1,5° C.